# 금월로 (파주시)
금월로(Geumwol-ro)는 경기도 파주시 금촌동 문산제일고사거리 에서 파주시 월롱면 봉암교차로까지 연결하는 도로이다.

## 주요 경유지
경기도
- 파주시 (금촌동 . 월롱면)

## 노선
| 이름                       | 접속 노선                   | 소재지 | 소재지 | 비고                    |
| -------------------------- | --------------------------- | ------ | ------ | ----------------------- |
| 문산제일고사거리           | 지방도 제360호선 (평화로)   | 파주시 | 금촌동 | 지방도 제363호선과 중복 |
| (이름없음)                 | 지방도 제363호선 (월롱산로) | 파주시 | 금촌동 | 지방도 제363호선과 중복 |
| 용상교                     |                             | 파주시 | 월롱면 |                         |
| 용상 교차로                | 송화로 검바위길             | 파주시 | 월롱면 |                         |
| 덕은1 교차로               | 산들로                      | 파주시 | 월롱면 |                         |
| 덕은2 교차로 (월롱 나들목) | 17호선 평택파주고속도로     | 파주시 | 월롱면 |                         |
| 덕은3 교차로 (덕은1교)     | 휴암로                      | 파주시 | 월롱면 |                         |
| 덕은 교차로 (덕은2교)      | 엘지로                      | 파주시 | 월롱면 |                         |
| 덕은3교                    |                             | 파주시 | 월롱면 |                         |
| 봉암 교차로                | 국도 제1호선 (통일로)       | 파주시 | 월롱면 |                         |

## 주요 건물 및 시설
- GS칼텍스 명품주유소 기정에너지 (금월로 130/야동동 14)